# Рациборовице (Малопольское воеводство)

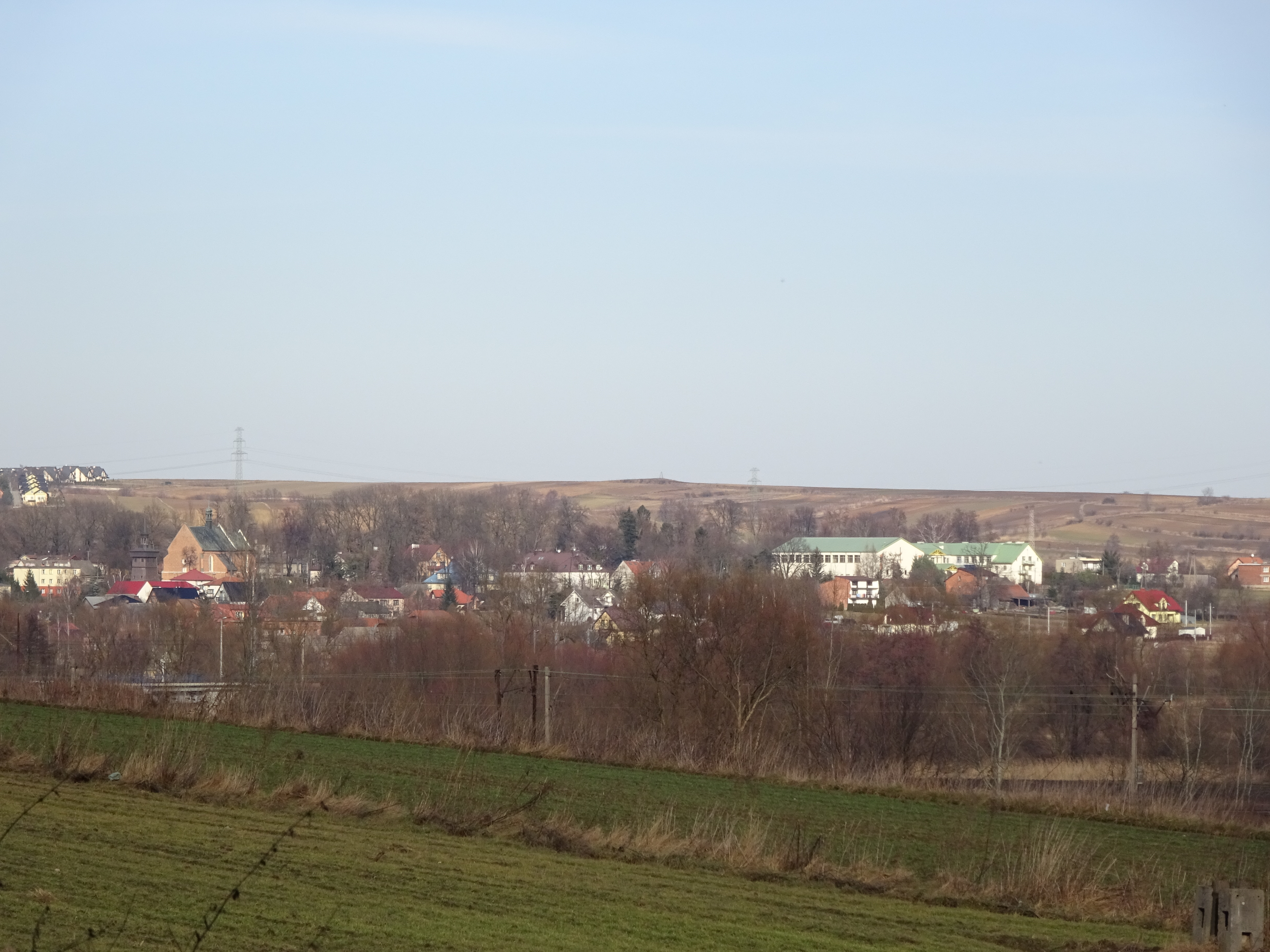
Вид села

Рациборови́це (пол. Raciborowice) — село в Польше в сельской гмине Михаловице Краковского повета Малопольского воеводства.

## География
Село располагается в 9 км от административного центра воеводства города Краков.
В селе остановочный пункт «Зеславице» (польск. Zesławice) на железнодорожной линии Варшава-Западная — Мехув — Краков-Главный.

## История
Первым письменным свидетельством о селе является документ Болеслава V Стыдливого от 19 мая 1273 года. Село принадлежало рыцарю Рацибору, который позднее передал его краковскому епископу. В 1464 году польский король Казимир IV присвоил селу статус города.
В 1975—1998 годах село входило в состав Краковского воеводства.

## Население
По состоянию на 2013 год в селе проживало 810 человек.
| 2010 | 2013 |
| ---- | ---- |
| 761  | 810  |

| Перепись  | Всего   | Всего | Женщины | Женщины | Мужчины | Мужчины |
| --------- | ------- | ----- | ------- | ------- | ------- | ------- |
| Единицы   | человек | %     | человек | %       | человек | %       |
| Население | 810     | 100   | 407     |         | 403     |         |

## Достопримечательности
- Церковь святой Маргариты. Памятник культуры Малопольского воеводства (№ А-17 от 10 апреля 1968 года[4]).